# Намисто Антуана

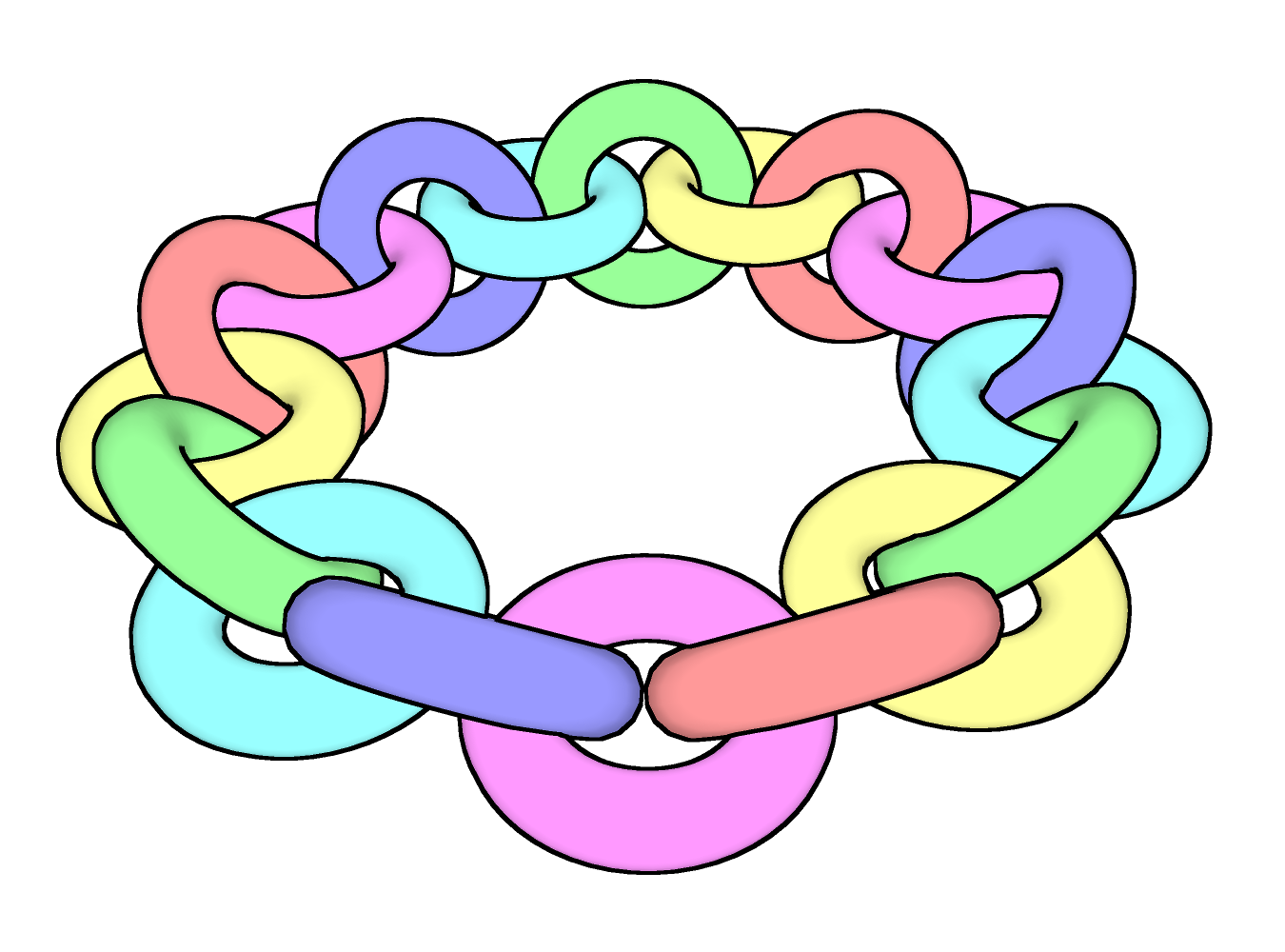
Перша ітерація

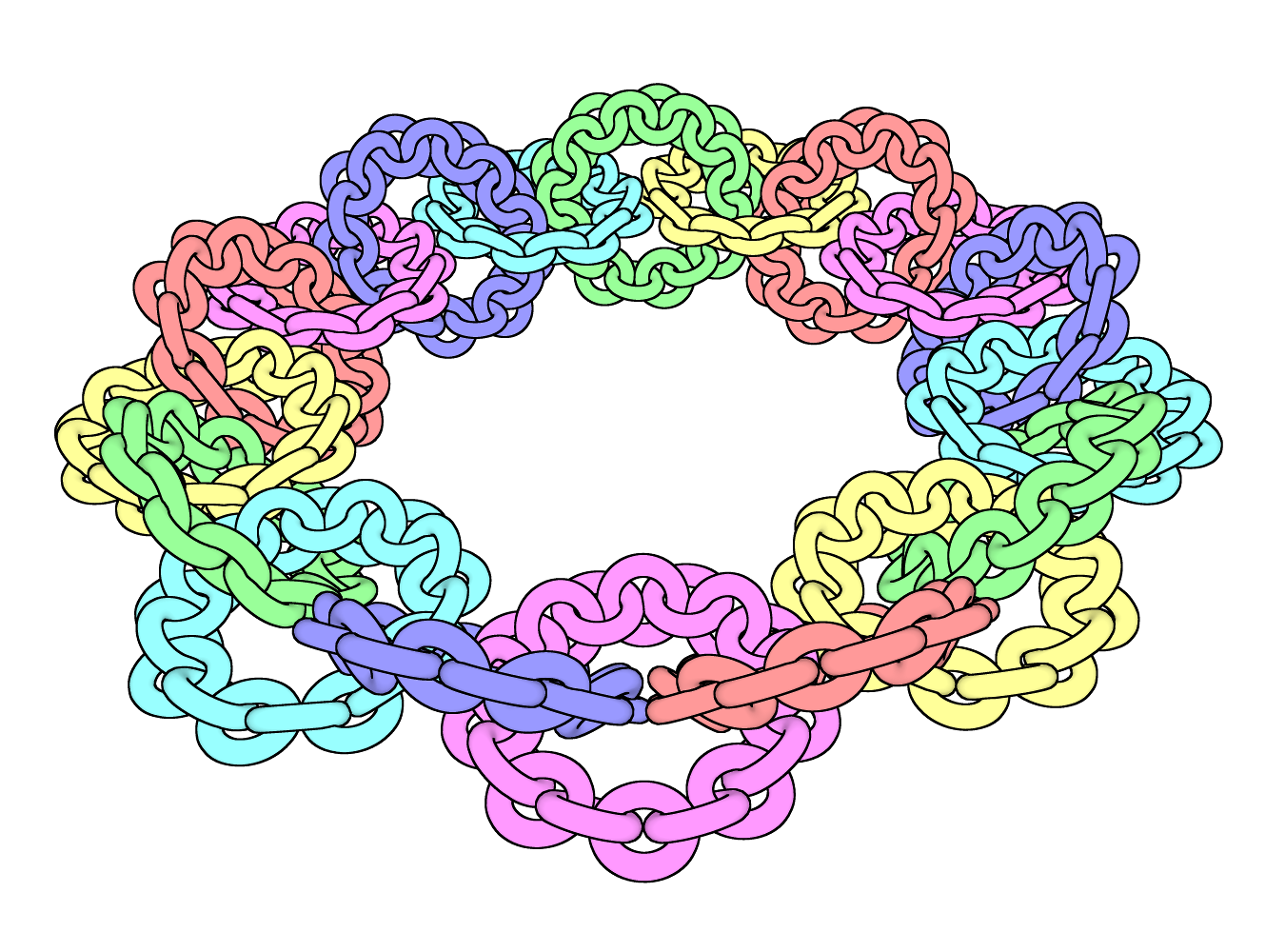
Друга ітерація

Намисто Антуана (антуанівська множина) — приклад підмножини евклідового простору, яка гомеоморфна канторовій множині, але при цьому має неоднозв'язне доповнення.
Побудував Луї Антуан 1921 року.

## Побудова
Намисто будується як перетин спадної послідовності компактних множин:
{\displaystyle K_{1}\supset K_{2}\supset \dots }
такої, що кожне {\displaystyle K_{n}} є об'єднанням скінченного числа неперетинних повноторів.
Якщо найбільший діаметр повнотора в {\displaystyle K_{n}} прямує до нуля при {\displaystyle n\to \infty }, то перетин:
{\displaystyle K=\bigcap _{n}K_{n}}
є компактною цілком незв'язною множиною без ізольованих точок, а отже гомеоморфним канторовій множині.
З іншого боку, можна вибрати послідовність {\displaystyle K_{n}} так, що доповнення до отриманого {\displaystyle K} неоднозв'язне, для цього перетин {\displaystyle K_{n+1}} з кожним повнотором у {\displaystyle K_{n}} має утворювати замкнутий ланцюг, як на малюнку.